# 女王対グラッドストーン
国王対グラッドストーン（こくおうたいぐらっどすとーん）は、1982年憲法法第35項に基づいた先住民の条約上の権利をめぐる、1996年2月にS.C.R.723法廷で行われた主要なカナダ最高裁判所の決定のひとつである。

## 背景
ウィリアム・グラッドストーンとロナルド・グラッドストーンの兄弟は、カナダブリティッシュコロンビア州のヘイルツクバンドのメンバーだった。彼らはどちらも、連邦の漁業法に反対して、ニシンの魚卵の販売を求める訴訟を起こした。弁論において、兄弟は、1982年憲法法第35項に基づいてニシンを売る権利を有していると主張した。審理において、彼らは、ニシンの魚卵の交易が、白人との接触以前の、ヘイルツク・バンドの生活手段の重要な一部であったことを示す証拠を提示した。

## 裁判所の意見
ラマー判事は、ヴァン・デル・ピート判決にもとづいて、おおよそ、ニシンの魚卵を売るための先住民権が存在するとの考えを示した。彼は、権利違反をめぐる分析において、スパロー判決のなかに述べられているような、限定的な天然資源に対する優先権付与については請求を棄却した。その代わりに、彼は、商業漁業の規制においては、漁業資源の配分に際して、すべての人びとに局地的な公平性が与えられるように配慮すべきだと示唆した。

## 参考項目
- セント・キャサリン・ミリング対女王（en:St. Catherines Milling v. The Queen）
- カルダー判決（en:Calder v. British Columbia (Attorney General)）
- デルガムーク判決（en:Delgamuukw v. British Columbia)）
- en:List of Supreme Court of Canada cases (Lamer Court)